# Luís de Baden
Luís de Baden (Ludwig Wilhelm Karl Friedrich Berthold von Baden; Baden-Baden, 12 de junho de 1865 — Friburgo em Brisgóvia, 23 de fevereiro de 1888), era o filho mais novo do Grão-duque Frederico I de Baden e da princesa Luísa da Prússia.
Sepultado na Capela Sepulcral (Karlsruhe).
- Este artigo foi inicialmente traduzido, total ou parcialmente, do artigo da Wikipédia em alemão cujo título é «Ludwig Wilhelm von Baden (1865–1888)», especificamente desta versão.